# Josef Zeman (pedagog)
Josef Zeman (10. října 1867 Smiřice nad Labem – 12. března 1961 Praha) byl zakladatel moderní československé defektologie (speciální pedagogiky).

## Život a dílo
Stal se zakladatelem pomocných a zvláštních škol v ČSR. Za své životní poslání považoval dopomoci ke vzdělání i dětem, považovaným za nevzdělavatelné. Pořádal kursy pro učitele, působil i jako školní inspektor.
Jeho působení je spojeno především s Náchodem, kde se jeho jménem pyšní místní praktická škola. Ačkoliv usiloval o zřízení zvláštní školy v Náchodě od roku 1908, za dobu svého působení zde nenalezl podporu. K jejímu zřízení došlo až po jeho odchodu do Chotěboře v roce 1909.
Účastnil se i náchodského kulturního života, působil i osvětově na veřejnost. Patří k osobnostem Náchodska.